# 문장학

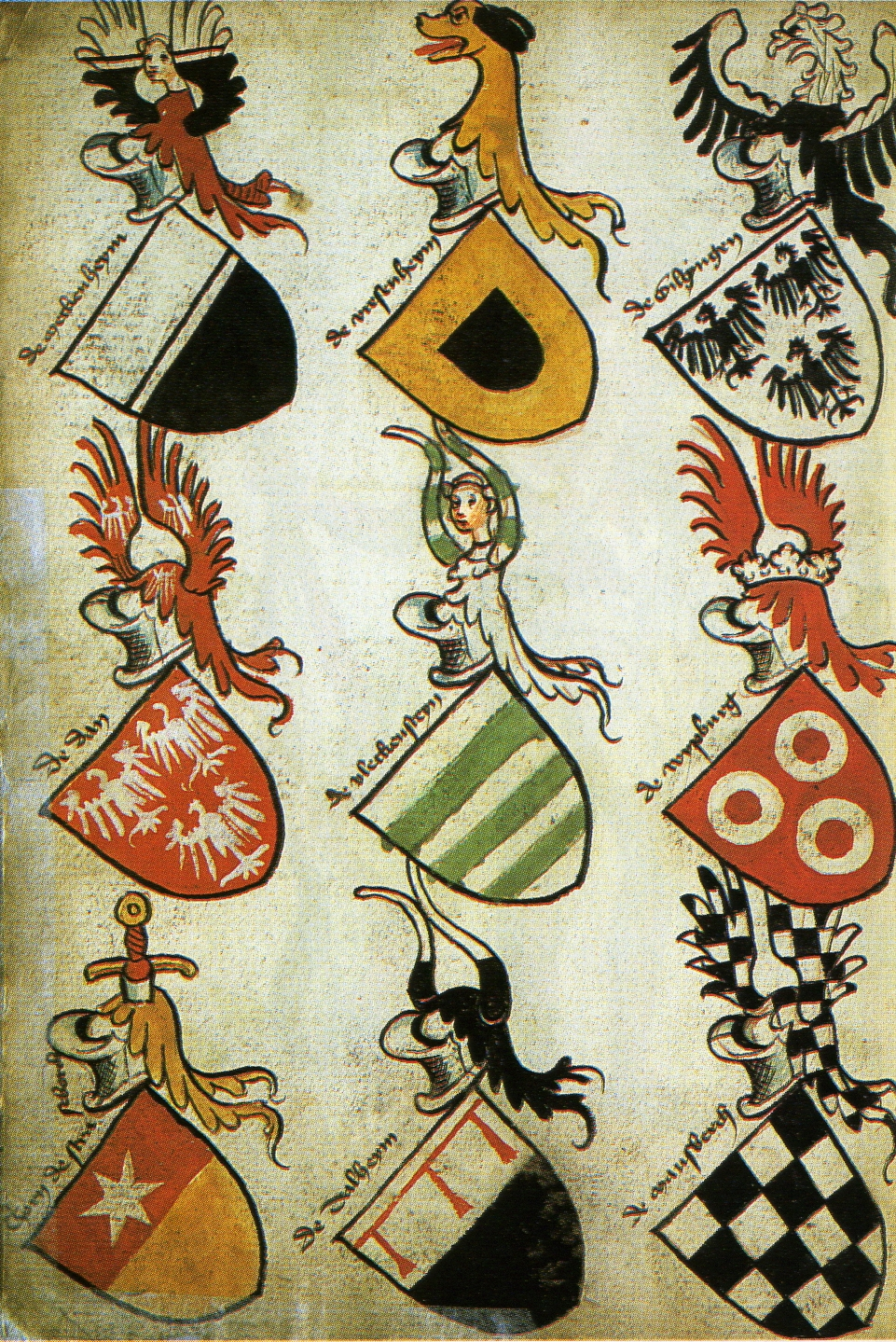
15세기 후반에 만들어진 독일의 히그할멘 롤은 문장 문양에서 방패 문양을 반복하는 독일의 관행을 보여준다. (문장집 참조).

문장학(紋章學, heraldry)은 문장(아머리)의 디자인, 전시 및 연구와 관련된 학문이며, 기학과 같은 관련 학문과 의례, 작위, 계보학 연구를 포함한다. 문장학에서 가장 잘 알려진 분야인 아머리는 문장의 디자인과 전승에 관한 것이다. 문장, 즉 문장 문양은 보통 방패에 있는 문장 (상징), 투구와 투구장식을 포함하며, 방패잡이, 문장형 배지, 문장형 깃발 및 좌우명과 같은 부속 장치들도 포함한다.
개인과 집단을 나타내기 위한 다양한 장치들의 사용은 고대사까지 거슬러 올라가지만, 정규적이고 세습적인 디자인이라는 문장학의 특징적인 개념은 중세 성기까지 발전하지 않았기 때문에 그러한 장치들의 형태와 사용은 크게 달랐다. 이 시기에 얼굴 보호대가 있는 투구의 사용으로 대규모 군대가 장기간 집결했을 때 전장에서 지휘관을 식별하기 어려워 문장학이 상징적인 언어로 발전해야 했다는 주장이 종종 제기되지만, 이러한 견해를 뒷받침하는 증거는 거의 없다.
문장 디자인의 인지된 아름다움과 화려함은 17세기 동안 전장에서 갑옷이 점차 사라지는 상황에서도 살아남을 수 있게 했다. 문장학은 "역사의 시녀", "역사의 속기", 그리고 "역사 정원의 꽃무늬 테두리"라고 시적으로 묘사되어 왔다. 현대에는 개인, 공공 및 민간 단체, 기업, 도시, 마을, 지역 및 기타 실체들이 문장학과 그 관습을 사용하여 자신들의 유산, 업적 및 열망을 상징한다.

## 역사

### 선구자
수천 년 동안 개인이나 집단을 나타내기 위해 다양한 상징이 사용되어 왔다. 고대 이집트 미술에서 뚜렷한 개인과 지역을 가장 초기에 표현한 것들은 다양한 신들의 이미지나 상징이 새겨진 깃발을 사용한 것을 보여주며, 왕의 이름은 왕궁을 나타내고 보통 왕의 지상 현신으로 여겨지는 신 호루스를 나타내는 매가 위에 있는 세레크라는 상징에 나타난다. 같은 시기의 고대 메소포타미아 미술에서도 유사한 상징과 장치들이 발견되며, 그리핀과 같은 문장형 짐승의 선구자들도 찾아볼 수 있다. 성경의 민수기에서는 이스라엘 민족이 이러한 상징 아래 모여 혈통을 선포하라는 명령을 받은 이스라엘 자손들의 깃발과 휘장을 언급한다. 그리스와 라틴 작가들은 다양한 영웅들의 방패와 상징을 자주 묘사하며, 로마군의 부대들은 때때로 방패에 특징적인 표식으로 식별되었다. 적어도 한 가지 선사 시대 유럽 유물인 네브라 하늘원반 또한 문장학의 선구자로 여겨진다.
19세기까지는 문장학 저술가들이 이러한 예시들과 "유다의 사자" 또는 "카이사르의 독수리"와 같은 은유적 상징들을 문장학 자체의 고대성을 증명하는 증거로 인용하고, 고대 역사의 위대한 인물들이 자신들의 귀족 신분과 혈통을 나타내는 문장을 지녔다고 추론하는 것이 일반적이었다. 1486년에 편찬된 세인트 올번스 서는 예수 자신도 문장을 지닌 신사였다고 선언한다. 이러한 주장들은 이제 중세 문장학자들의 환상으로 간주되는데, 이 초기 시대에 문장학의 그것과 유사한 독특한 상징 언어가 존재했다는 증거가 없기 때문이다. 또한 고대에 묘사된 많은 방패들은 중세 문장학의 방패들과 밀접한 유사성이 없으며, 특정 상징이나 디자인이 한 세대에서 다음 세대로 전해져 특정 인물이나 혈통을 나타냈다는 증거도 없다.
중세 문장학자들은 또한 역사와 문학 속의 다양한 기사와 영주들을 위한 문장을 고안했다. 주목할 만한 예시로는 파라문두스에게 귀속된 두꺼비, 에드워드 참회왕의 십자가와 말렛, 그리고 아홉 위인과 원탁의 기사에게 귀속된 다양한 문장들이 있다. 이들 또한 문장학의 고대성에 대한 증거라기보다는 환상적인 발명품으로 쉽게 일축된다.

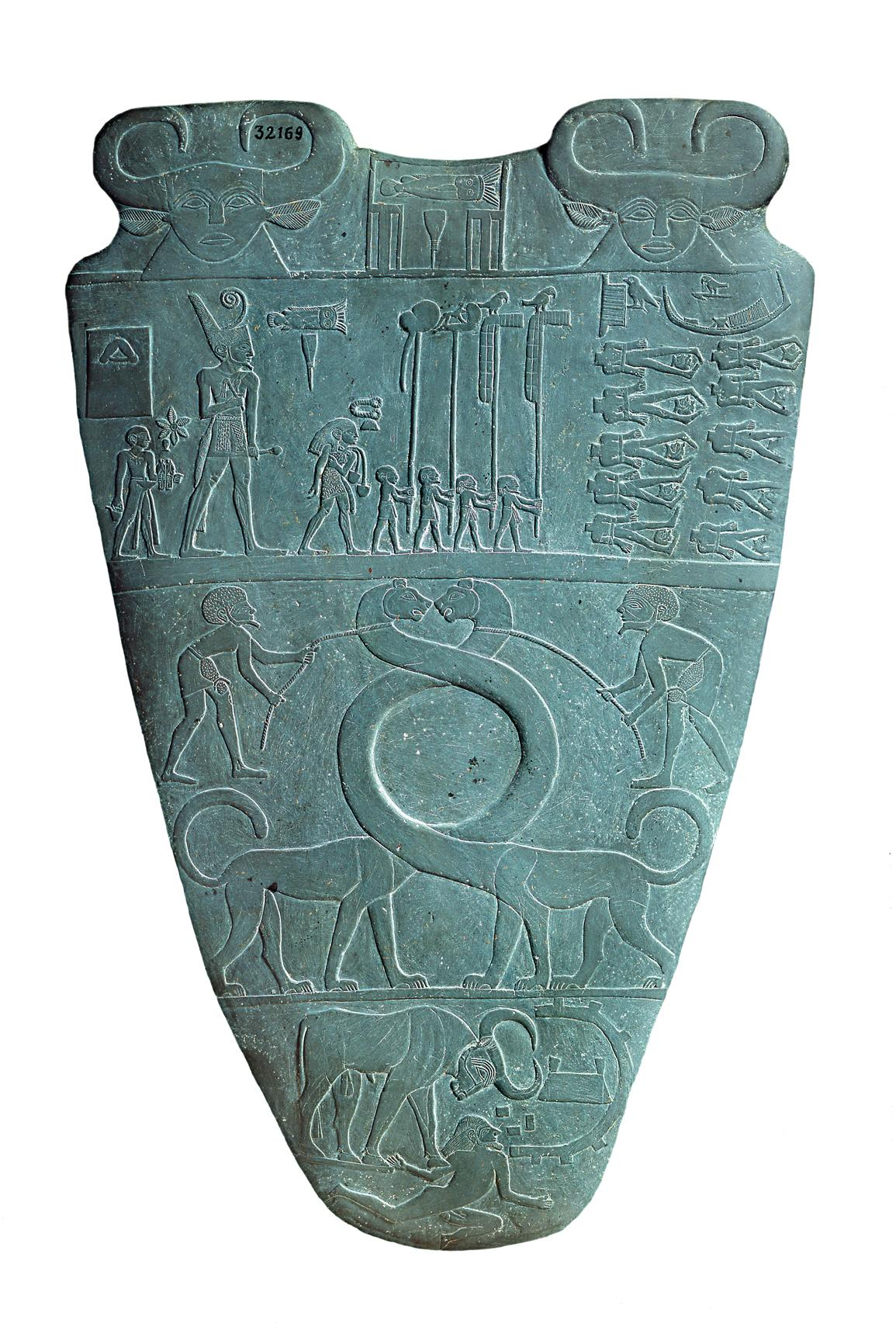
기원전 약 3100년경의 나르메르 팔레트 뒷면. 맨 위 줄에는 깃발을 든 네 명의 남자가 묘사되어 있다. 그들 바로 위에는 왕 나르메르의 이름이 새겨진 세레크가 있다.
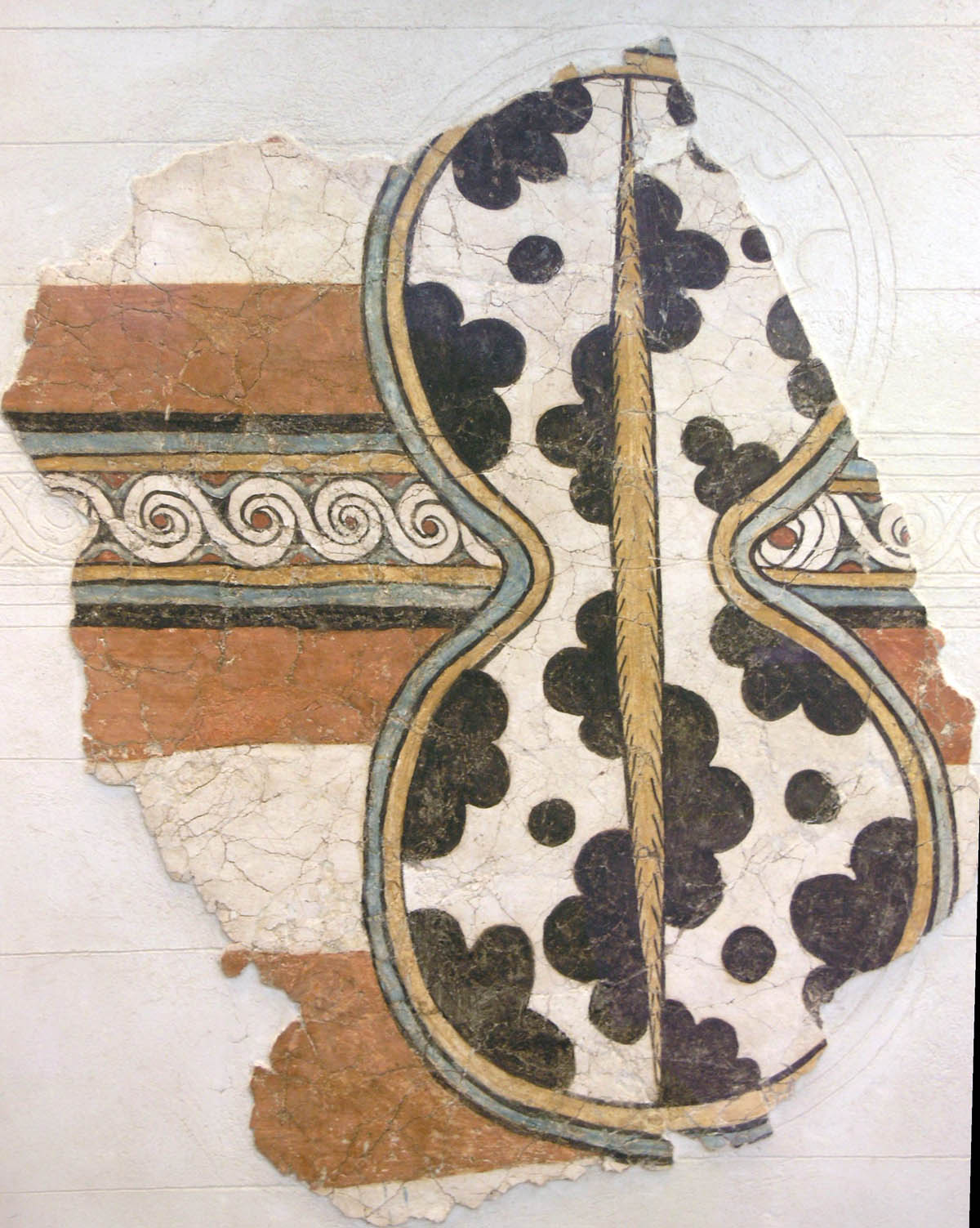
미케네 그리스에서 흔히 사용되던 형태의 방패를 묘사한 프레스코.
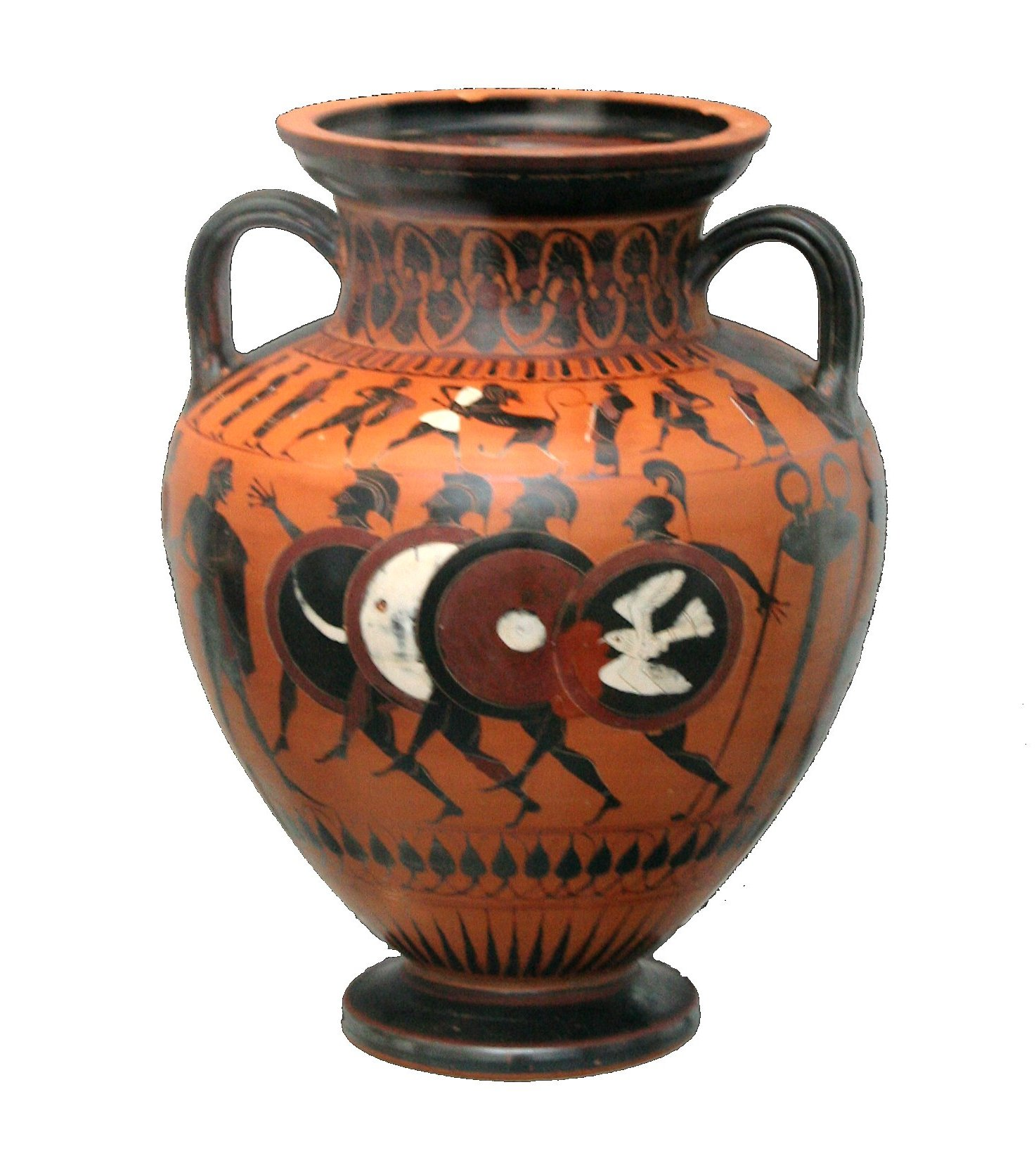
기원전 약 550년경 그리스 병사들이 갑옷을 입고 있는 모습을 그린 꽃병.
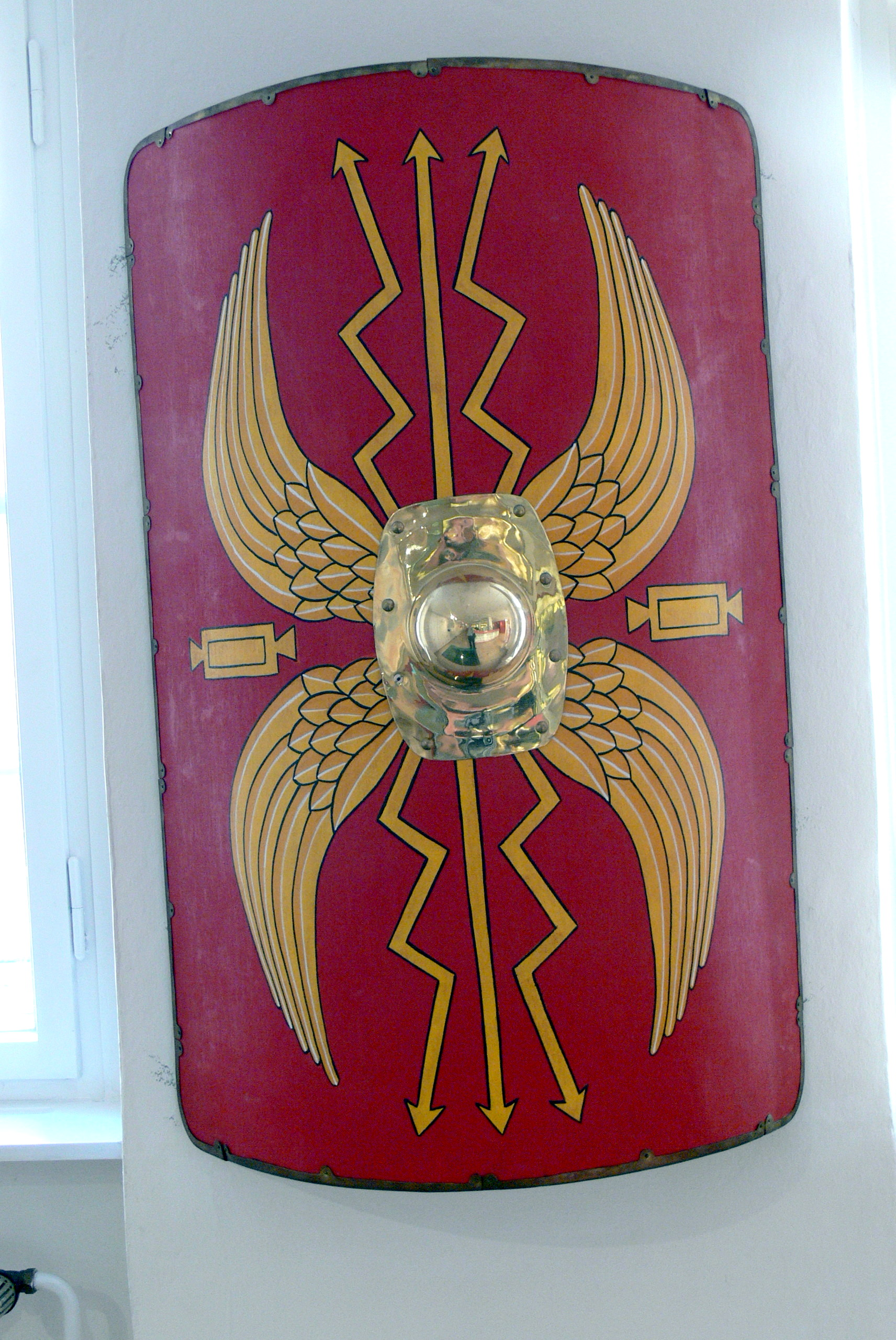
로마 군단병이 휴대했을 방패의 재건축.
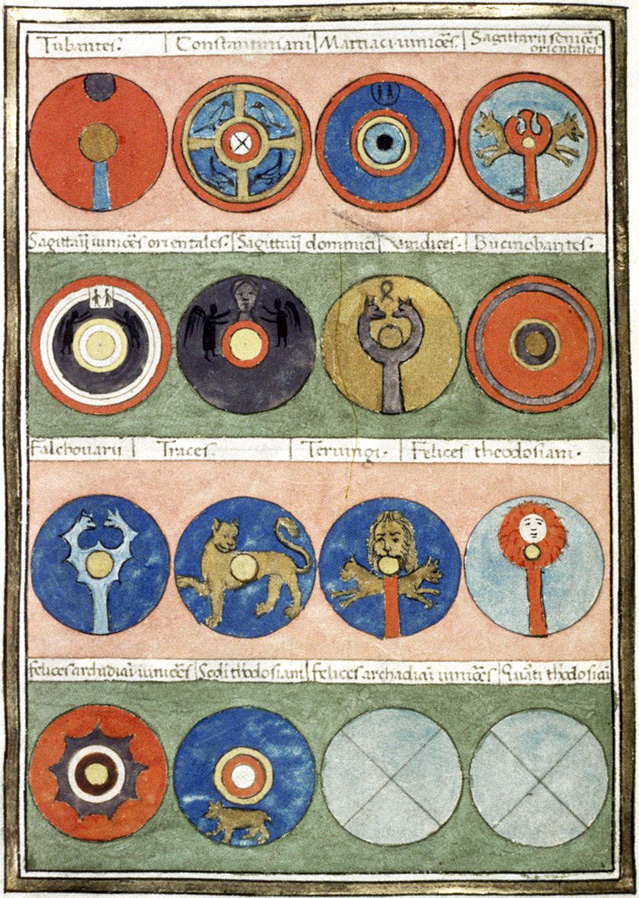
"Magister Militum Praesentalis II"의 방패들. 중세 시대에 복사된 후기 로마 군사 명령 등록부인 노티티아 디그니타툼에서 가져온 것이다. 그러나 방패의 그림은 그 시대/연대에 맞게 만들어졌을 가능성이 높고 원본이 아닐 수 있다.
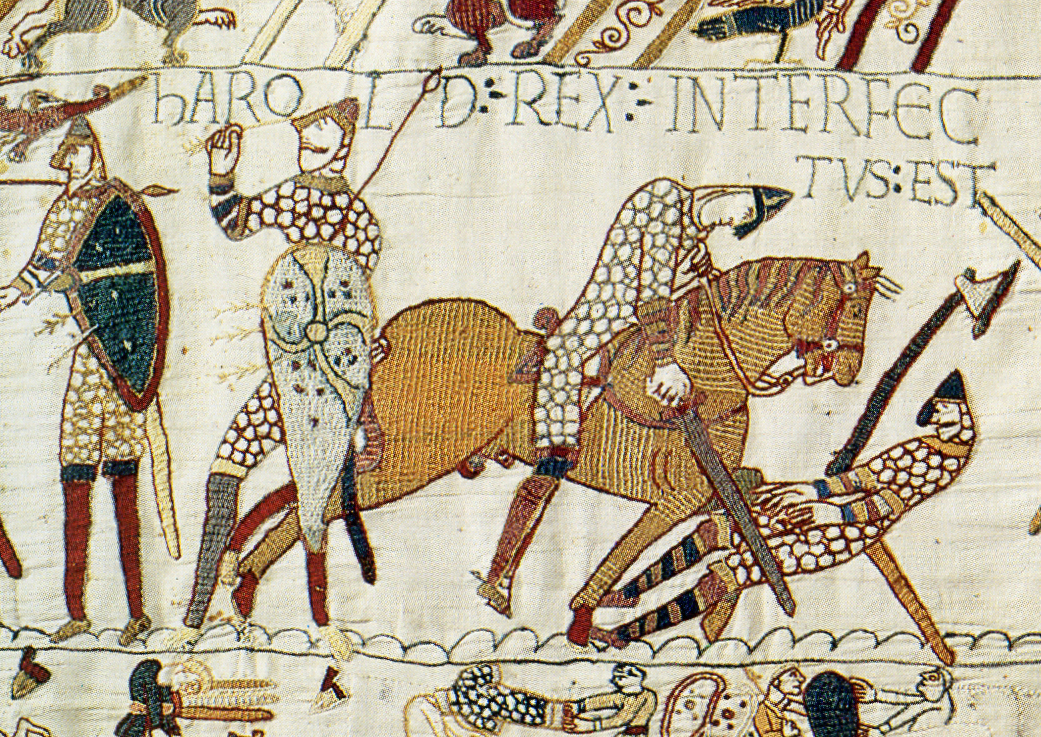
바이외 태피스트리에 나타난 해럴드 왕의 죽음. 방패들은 문장처럼 보이지만, 개인적이거나 세습적인 상징은 아닌 것으로 보인다.

### 근대 문장학의 기원

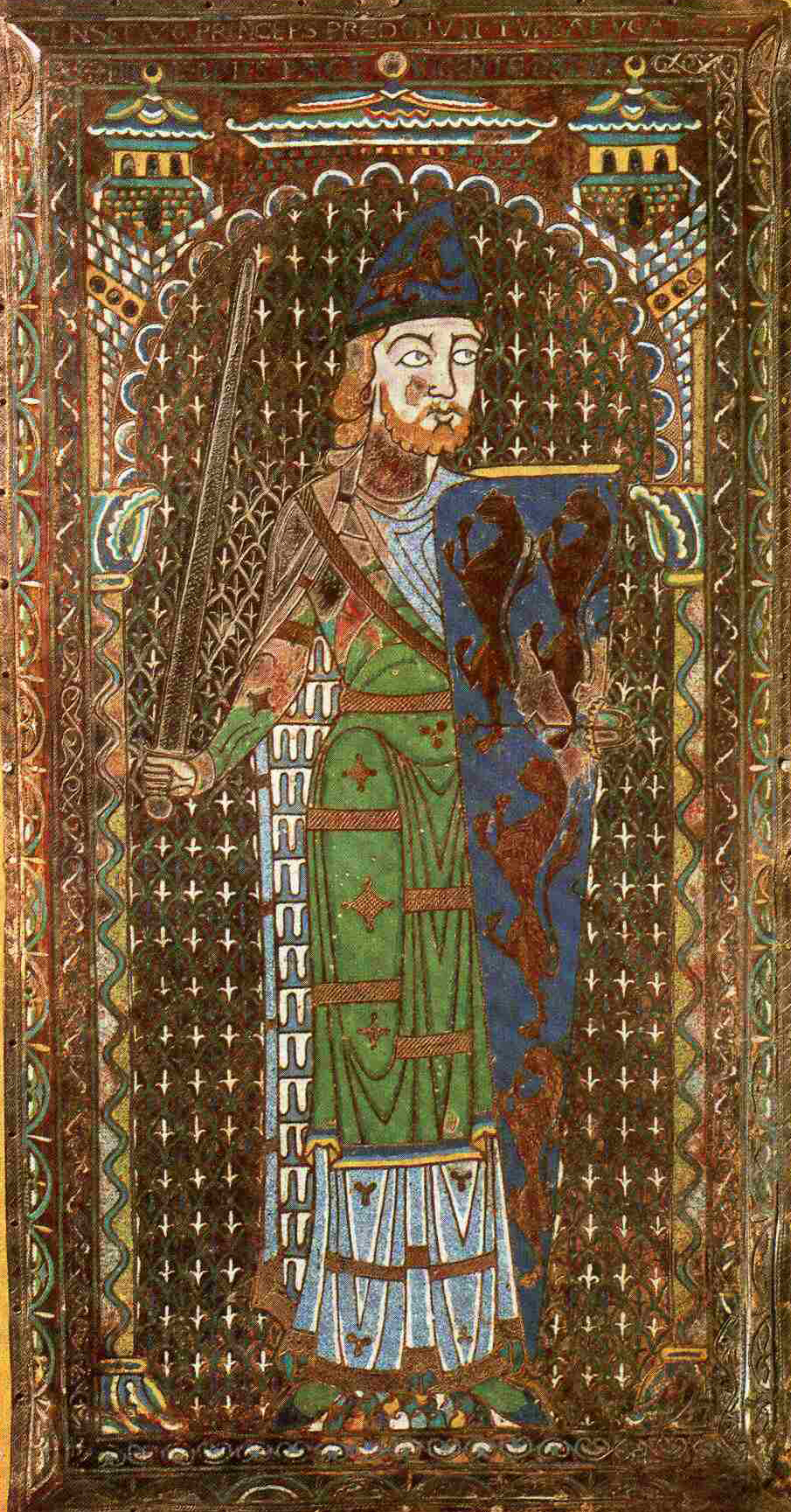
조프루아 5세 당주 백작의 묘비에 새겨진 에나멜화, 근대 문장학의 초기 묘사 중 하나.

현대 문장 언어의 발전은 단 한 명의 개인, 시기 또는 장소에 기인할 수 없다. 특정 디자인이 현재 문장으로 간주되지만 11세기 동안 분명히 사용되었음에도 불구하고, 12세기 초까지의 대부분의 방패 묘사에는 문장적 특성의 증거가 거의 또는 전혀 포함되어 있지 않다. 예를 들어, 1066년 노르만 잉글랜드 침공을 묘사하고 아마도 1077년 바이외 대성당이 재건될 때 의뢰되었을 바이외 태피스트리는 다양한 형태와 디자인의 방패들을 많이 묘사하고 있으며, 그 중 많은 방패들은 평범하지만 다른 방패들은 용, 십자가 또는 다른 전형적인 문장 형태의 문양으로 장식되어 있다. 그러나 동일한 문장을 두 번 이상 지닌 인물은 묘사되지 않았으며, 묘사된 다양한 인물들의 후손 중 태피스트리에 있는 문양과 유사한 장치를 지녔다고 알려진 사람도 없다.
마찬가지로, 12세기 초 동로마 제국 황제 알렉시오스 1세의 궁정에 있던 프랑스 기사들에 대한 기록은 문장 디자인이 없는 광택이 나는 금속 방패를 묘사한다. 1109년의 스페인 필사본은 평범하고 장식된 방패를 모두 묘사하지만, 그 중 어느 것도 문장적이지 않은 것으로 보인다. 생드니 대성당에는 1147년 제2차 십자군에 참전한 기사들을 기념하는 창문이 있었고, 아마도 사건 직후에 만들어졌을 것이다. 그러나 베르나르 드 몽포콩이 창문이 파괴되기 전에 그린 삽화에는 어떤 방패에도 문장 디자인이 보이지 않는다.
영국에서는 노르만 정복 이후 공문서에 인장을 찍어야 했다. 12세기부터 인장은 분명히 문장적인 특징을 띠기 시작했으며, 1135년에서 1155년 사이에 제작된 여러 인장은 영국, 프랑스, 독일, 스페인, 이탈리아에서 문장 장치가 채택되었음을 보여준다. 초기 문장 인장의 주목할 만한 예는 1164년 플랑드르 백작 필립 1세가 수여한 헌장에 붙어 있다. 11세기 후반과 12세기 초반의 인장에는 문장 상징의 증거가 없지만, 12세기 말까지 인장은 일률적으로 문장적인 특성을 띤다.
이후에 실제로 시행된 문장 문양의 가장 초기에 알려진 예 중 하나는 1151년에 사망한 조프루아 5세 당주 백작의 묘비에서 볼 수 있다. 아마도 조프루아의 미망인이 1155년에서 1160년 사이에 의뢰했을 것으로 보이는 에나멜화에는 그가 여섯 마리의 황금 사자 램펀트로 장식된 파란 방패를 들고 있는 모습이 묘사되어 있다. 그는 또 다른 사자로 장식된 파란 투구를 쓰고 있으며, 그의 망토는 베르 안감으로 되어 있다. 중세 연대기에는 조프루아가 1128년 장인 헨리 1세에 의해 기사 작위를 받을 때 이러한 묘사의 방패를 받았다고 기록되어 있다. 그러나 이 기록은 아마도 1175년경에 작성된 것으로 보인다.
초기 문장학 저술가들은 영국의 사자를 윌리엄 1세에게 귀속시켰지만, 사자와 잉글랜드 왕관의 연관성에 대한 가장 초기 증거는 미래의 존 왕이 1189년에 사망한 그의 아버지 헨리 2세의 생전에 사용했던 두 마리의 사자 파산트가 있는 인장이다. 헨리는 조프루아 플랜태저넷의 아들이었으므로, 헨리나 그의 아들들이 사자를 문장 상징으로 채택한 것이 조프루아의 방패에서 영감을 받았을 것이라고 추정하는 것은 합리적이다. 아버지의 뒤를 이어 왕위에 오른 존의 형 리처드 1세는 세 마리의 사자 파산트-가드(여전히 잉글랜드의 문장)를 처음으로 지녔던 것으로 여겨지며, 이전에 사용했던 두 마리의 사자 램펀트 컴배턴트 문양 또한 그의 아버지의 것일 수 있다. 리처드는 또한 사자 스태턴트(지금은 스태턴트-가드)의 잉글랜드 투구장식을 시작한 것으로도 알려져 있다.
문장학의 기원은 때때로 1096년부터 1487년까지 기독교 군대가 예루살렘과 7세기 동안 이슬람군에게 점령당했던 다른 이전 동로마 제국 영토를 재정복하기 위해 수행한 일련의 군사 작전인 십자군과 연관된다. 문장 미술이 십자군 과정에서 유래했다는 증거는 없지만, 유럽 전역에서 단일한 목적을 위해 대규모 군대가 집결한 것이 전장에서 지휘관을 식별하는 수단으로 문장 문양의 채택을 장려했을 것이라는 점, 또는 그것이 유럽 전역에 문장 문양의 원리를 전파하는 데 도움이 되었을 것이라는 점을 의심할 이유는 없다. 문장학의 적어도 두 가지 특징적인 요소는 십자군의 산물로 일반적으로 받아들여진다. 갑옷 위에 입어 착용자를 햇볕의 열로부터 보호하는 겉옷인 서코트는 종종 기사의 방패에 나타나는 것과 동일한 장치로 장식되었다. "코트 오브 암즈"라는 문구는 이 의복에서 유래했다. 또한 투구에서 드리워져 현대 문장학에서 방패를 장식하는 램브레퀸 또는 맨틀링은 십자군 동안 투구와 목 뒤를 보호하는 실용적인 덮개로 시작되었으며, 서코트와 거의 동일한 기능을 수행했다. 오늘날 물결치는 장식으로 표현되는 잘린 또는 물결무늬 가장자리는 전장에서의 심한 마모 또는 검격을 약화시키고 공격자의 무기를 엉키게 하는 수단에서 유래했다고 생각된다.

### 문장관과 문장 권한 기관
유럽 전역에 걸친 문장 문양의 확산은 새로운 직업인 문장관의 등장을 가져왔다. 원래 귀족들이 고용한 일종의 전달자였던 문장관은 다양한 기사와 영주들의 계급, 혈통, 문장 장치, 그리고 문양의 디자인과 묘사, 즉 문장 서술의 규칙, 그리고 그 착용자들의 서열을 배우고 아는 책임을 맡았다. 일찍이 13세기 후반에 군주에게 고용된 일부 문장관들은 "문장관 왕"이라는 칭호를 받았으며, 이는 결국 "문장원장"이 되었다.

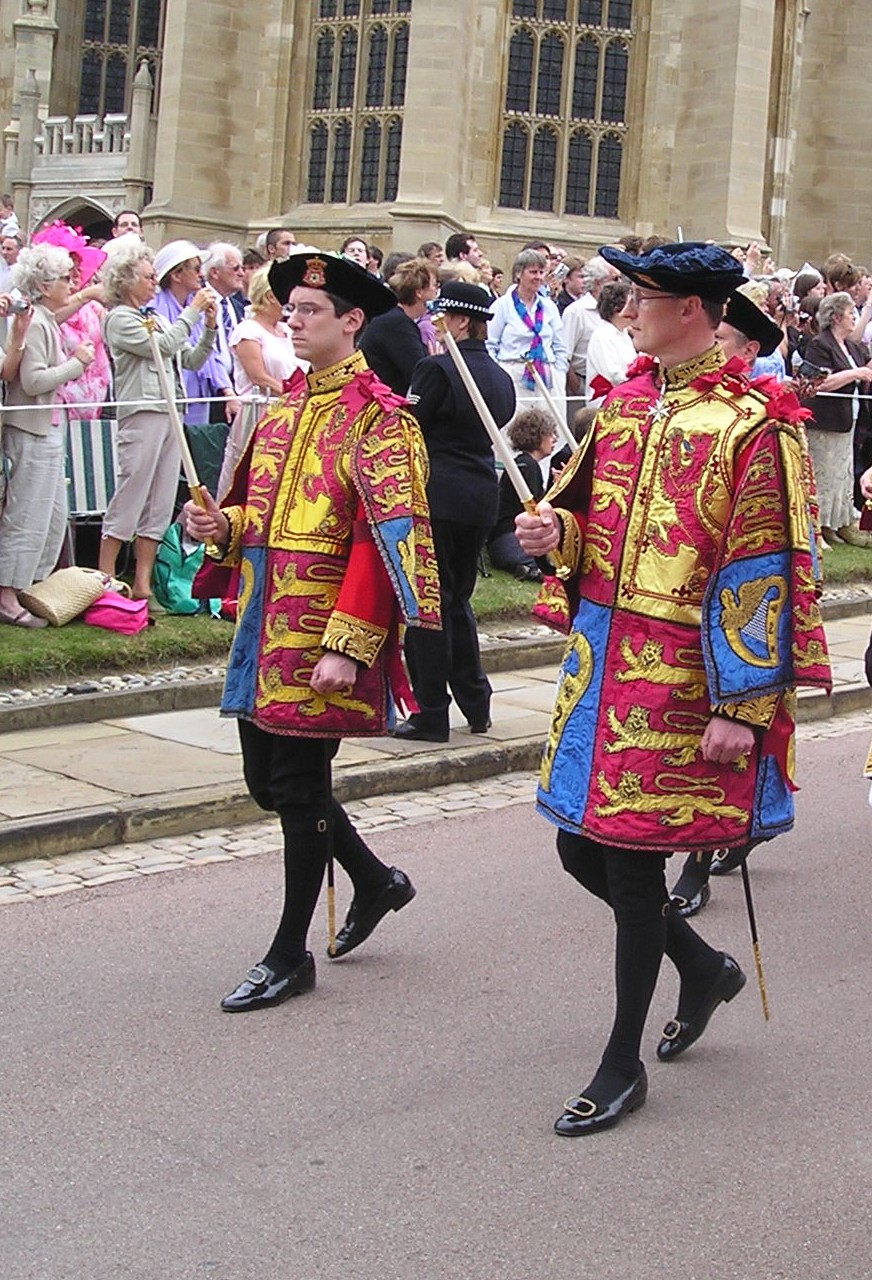
2006년 윈저성에서 패러시반트 두 명이 타바드를 입고 있다.

초기에는 문장 착용자가 문장 권한 기관의 허가 없이 문장을 사용했다. 그러나 14세기 중반에는 한 명의 개인만이 특정 문장을 지닐 자격이 있다는 원칙이 일반적으로 받아들여졌고, 문장 소유권에 대한 분쟁은 점진적으로 문장 권한 기관이 그 사용을 규제하게 만들었다. 문장법에 관한 가장 초기의 알려진 저술인 데 인시그니이스 엣 아르미스(De Insigniis et Armis)는 1350년경 파도바 대학교의 법학 교수 바르톨루스 드 삭소페라토가 작성했다. 영국 문장학에서 가장 유명한 문장 분쟁은 스크로프 대 그로스베너 사건(1390년)으로, 두 명의 다른 남자가 아쥐르 밴드 오르를 사용할 권리를 주장했다. 문장의 지속적인 확산과 다른 남자들이 동일한 문장을 사용함으로써 발생하는 분쟁의 증가로 인해 헨리 5세는 1419년에 아쟁쿠르 전투에서 문장을 지니지 않았던 모든 사람들은 상속이나 왕실의 허가 없이는 문장을 사용할 수 없도록 금지하는 포고령을 내렸다.
헨리 8세의 통치부터 시작하여 영국의 문장원장들은 방문조사를 시행하도록 명령받았는데, 이들은 전국을 돌아다니며 적절한 권한 하에 사용되는 문장들을 기록하고, 권한 없이 문장을 사용하는 사람들에게는 권한을 얻거나 사용을 중단하도록 요구했다. 부적절하게 사용된 문장들은 제거되고 손상되었다. 첫 번째 방문조사는 1530년에 시작되었고, 마지막 방문조사는 1700년에 이루어졌으나, 윌리엄 3세가 즉위한 1689년 이후에는 새로운 방문조사 위임이 없었다. 스코틀랜드 문장관들이 방문조사를 수행했다는 증거는 거의 없다.
1484년 리처드 3세의 통치 기간 동안, 왕실에 고용된 다양한 문장관들은 잉글랜드의 문장원에 편입되었으며, 이를 통해 모든 새로운 문장 승인이 최종적으로 발행될 예정이었다. 문장원은 현재 세 명의 문장원장으로 구성되어 있으며, 여섯 명의 문장관과 네 명의 패러시반트, 즉 하급 문장관들의 보조를 받고 있으며, 이들 모두는 백작 원수의 권한 하에 있다. 그러나 문장원에서 승인하는 모든 문장은 왕실의 권한에 의해 승인된다. 스코틀랜드에서는 라이언 왕 문장관 법원이 문장학을 감독하며, 스코틀랜드 법원 시스템의 공식적인 부분인 법정 세션을 개최한다.
유사한 기관들이 다른 군주국과 영연방의 여러 회원국에서 문장 승인을 규제하지만, 대부분의 다른 국가에서는 문장 권한 기관이 없으며, 다른 사람의 문장을 침해하지 않는 한 누구든지 원하는 문장을 사용할 수 있도록 막는 법률도 없다.

### 후기 사용 및 발전
문장학은 군사적 필요성에서 비롯되었지만, 곧 중세 토너먼트의 화려함 속에서 자리를 잡았다. 기사와 영주들이 경쟁적인 환경에서 자신들의 문장을 과시할 기회는 정교한 토너먼트 투구의 개발과 같은 추가적인 개선을 가져왔고, 유럽 전역에 문장학 예술을 더욱 대중화시켰다. 많은 도시와 마을을 포함한 저명한 시민과 기업들은 명목상의 군사적 연관성만 가지고 문장을 채택하거나 승인을 받았다. 문장 장치는 종교 예술 및 장례 예술과 같은 다양한 맥락에서 사용되었으며, 석공품, 조각된 목재, 법랑, 스테인드글라스, 자수 (공예) 등 다양한 매체를 활용했다.
16세기와 17세기 동안 화기의 발흥으로 기마 기사가 점차 무의미해지고 토너먼트가 역사 속으로 사라지면서, 문장학의 군사적 성격은 장식 예술로서의 사용으로 바뀌었다. 실제 방패의 제약과 전투에서 문장을 쉽게 구별할 필요성에서 벗어나면서, 문장 예술가들은 점점 더 정교한 문장을 디자인했으며, 이는 18세기 후반과 19세기 초반에 풍경을 사실적으로 묘사하는 "풍경 문장학"의 발전으로 절정에 달했다. 이러한 경향은 19세기 중반에 사라졌는데, 이때 문장 문양의 역사에 대한 새로운 관심이 이전 디자인의 재평가와 예술의 중세 기원에 대한 새로운 인식을 가져왔기 때문이다. 특히, 문장 이미지의 후기 사용은 19세기와 20세기 초의 애국주의 기념과 민족주의적 선전에 있었다. 19세기 후반부터 문장학은 새롭고 독특한 디자인을 만들기 위해 다양한 분할선과 거의 사용되지 않는 상징들을 사용하는 데 중점을 두었다.

## 문장 (상징)

### 문장 (상징)의 구성 요소
문장(紋章)은 문장 방패, 곧 문장(coat of arms) 또는 단순히 코트(coat)와 함께 투구장식, 방패잡이 및 기타 문장 장식 요소들로 구성된다. "문장 (상징)"이라는 용어는 기술적으로 문장 방패 자체를 가리키지만, 이 표현은 일반적으로 전체 문장(achievement)을 지칭하는 데 사용된다. 문장의 필수 요소는 방패이다. 많은 고대 문장은 방패 외에 다른 것은 없지만, 문장(紋章) 또는 문장 문양은 문장(coat of arms) 없이는 존재하지 않는다.
아주 초기부터 문장 그림들은 방패 위에 놓인 투구로 자주 장식되었다. 이 투구들은 다시 방패 문양의 요소를 포함하는 부채꼴 모양이나 조각된 투구장식으로 장식되었고, 화환이나 토스, 때로는 소관도 포함되었으며, 이로부터 램브레퀸 또는 맨틀링이 드리워졌다. 이러한 요소들에 현대 문장학은 보통 방패 아래 리본에 표시되는 좌우명을 추가한다. 투구는 당연히 지닐 수 있으며, 문장 승인의 일부를 구성하지 않는다. 문장을 지닐 자격이 있는 누구든지 문장 소지자가 원하는 맨틀링과 좌우명과 함께 투구를 권한 없이 사용할 수 있다. 그러나 투구장식은 그것이 비롯되는 토스 또는 소관과 함께 해당 문장 권한 기관에 의해 승인되거나 확인되어야 한다.
착용자가 기사단 훈장의 리본, 목걸이 또는 휘장을 받을 자격이 있다면, 그것이 방패를 둘러싸거나 방패에서 드리워질 수 있다. 특히 귀족의 일부 문장은 방패 옆이나 뒤에 서 있는 문장형 인물인 방패잡이로 더 장식된다. 종종 이들은 컴파트먼트, 일반적으로 흙과 풀이 있는 작은 언덕 위에 서 있으며, 그 위에 다른 문장형 배지, 상징 또는 문장형 깃발이 표시될 수 있다. 가장 정교한 문장들은 때때로 중세 토너먼트와 관련된 형태의 장식된 천막이나 천개인 파빌리온 아래에 전체 문장을 표시하기도 하지만, 이는 영국이나 스코틀랜드 문장에서는 매우 드물게 발견된다.

#### 방패
문장의 주요 요소는 문장 (상징)이 묘사되는 방패 또는 에스커천이다. 문장의 다른 모든 요소는 이 문장을 장식하고 보완하도록 설계되었지만, 문장 방패만이 필수적이다. 방패의 형태는 다른 많은 세부 사항들과 마찬가지로 일반적으로 문장 예술가의 재량에 맡겨지며, 문장 디자인의 다양한 시기와 유럽의 여러 지역에서 다양한 형태가 유행했다.
하나의 형태만이 특정 용도로 사용되도록 예약되어 있다. 바로 마름모꼴 방패인 로젠지는 방패가 전쟁 도구이므로 여성에게 부적절하다는 이유로 전통적으로 여성의 문장을 표시하는 데 사용되었다. 이러한 구분은 항상 엄격하게 지켜지지는 않았으며, 일반적으로 국가 전체를 대표하는 군주에게는 예외가 적용되었다. 때때로 타원형 방패, 즉 카르투슈가 로젠지를 대체하기도 했다. 이 형태는 프랑스, 스페인, 이탈리아 문장학에서 성직자 문장에 널리 사용되었지만, 그들만을 위해 예약된 것은 아니었다. 최근에는 스코틀랜드 문장학에서 여성 문장에 카르투슈 사용이 일반화되었고, 스코틀랜드와 아일랜드 당국 모두 특정 상황에서 전통적인 방패를 허용했으며, 캐나다 문장학에서는 방패가 이제 정기적으로 승인되고 있다.
방패의 전체 표면은 필드라고 불리는데, 이는 단일 팅크처로 이루어져 평평할 수도 있고, 다양한 분할선에 의해 서로 다른 팅크처의 여러 부분으로 나뉠 수도 있다. 또한 필드의 어느 부분에든 작은 문양들을 뿌려 놓을 수 있다. 방패의 가장자리와 인접한 부분은 다양한 문양의 배치를 식별하는 데 사용된다. 위쪽 가장자리와 방패의 해당 위쪽 3분의 1은 치프(chief)라고 불리며, 아래쪽 부분은 베이스(base)이다. 방패의 측면은 덱스터(dexter)와 시니스터(sinister) 플랭크라고 불리지만, 이 용어는 방패 착용자의 시점을 기준으로 하며, 방패 뒤에 서 있는 사람의 시점이다. 관찰자의 관점에서는 모든 문장 그림에서 덱스터는 왼쪽에, 시니스터는 오른쪽에 있다.
다양한 문양의 배치는 여러 특정 지점을 참조할 수도 있다. 일부 권위자에 따르면 9개, 다른 권위자에 따르면 11개이다. 가장 중요한 세 가지는 방패의 시각적 중심에 위치한 페스 포인트(fess point); 페스 포인트와 치프 중간에 위치한 아너 포인트(honour point); 그리고 페스 포인트와 베이스 중간에 위치한 놈브릴 포인트(nombril point)이다. 다른 지점으로는 덱스터 치프, 센터 치프, 시니스터 치프가 아너 포인트 위에 방패의 위쪽 부분을 왼쪽에서 오른쪽으로 가로지르며 있다. 덱스터 플랭크와 시니스터 플랭크는 페스 포인트와 거의 같은 높이의 측면에 있다. 그리고 덱스터 베이스, 미들 베이스, 시니스터 베이스는 놈브릴 포인트 아래 방패의 아래쪽 부분을 따라 위치한다.

#### 팅크처

팅크처와 모피의 표

문장학의 가장 특징적인 특성 중 하나는 제한된 색상 및 패턴 팔레트를 사용한다는 점인데, 이를 일반적으로 팅크처라고 부른다. 이들은 금속, 색상, 모피의 세 가지 범주로 나뉜다.
금속은 오르(or)와 아르장(argent)으로, 각각 금과 은을 나타내지만 실제로는 보통 노란색과 흰색으로 묘사된다. 다섯 가지 색상은 보편적으로 인정된다. 굴레스(gules, 빨간색), 세이블(sable, 검은색), 아쥐르(azure, 파란색), 베르트(vert, 초록색), 퍼푸르(purpure, 보라색)이다. 대부분의 문장 권위 기관은 추가로 두 가지 색상을 인정하는데, 생귄(sanguine) 또는 머리(murrey)는 굴레스와 퍼푸르 사이의 짙은 빨간색 또는 뽕나무색이며, 텐네(tenné)는 주황색 또는 짙은 노란색에서 갈색이다. 이 마지막 두 가지는 상당히 드물며, 어떤 불명예스러운 행위를 나타내는 데 사용되었다는 믿음에서 "스테인(stains)"이라고 불리기도 하지만, 실제로 이러한 용법이 환상적인 문장학 저술 외부에 존재했다는 증거는 없다. 아마도 진정한 문장학에는 실제로 "스테인"이라는 것이 없다는 인식과 새롭고 독특한 디자인을 만들고자 하는 열망 때문에, 이 색상들이 일반적인 목적으로 사용되는 것이 20세기와 21세기에 받아들여졌다. 때때로 다른 색상도 발견되는데, 특히 대륙 문장학에서 그렇다. 그러나 이들은 일반적으로 표준 문장 색상으로 간주되지 않는다. 이들 중에는 상드레(cendrée, 회색), 브루나트(brunâtre, 갈색), 블뢰-셀레스트(bleu-céleste) 또는 블뢰 드 시엘(bleu de ciel, 하늘색), 아마란트(amaranth) 또는 콜룸빈(columbine, 밝은 자줏빛-빨간색 또는 분홍색), 그리고 프랑스 문장학에서 피부색을 나타내는 데 흔히 사용되는 카네이션(carnation)이 있다. 더 최근의 추가는 하나 또는 두 개의 캐나다 문장에서 금속으로 구리를 사용하는 것이다.
문장 모피에는 두 가지 기본 유형이 있는데, 어민과 베르라고 불리지만, 수세기에 걸쳐 각각 여러 변형이 개발되었다. 어민은 북방족제비의 겨울 털가죽을 나타내는데, 흰색 겨울털을 가졌을 때 어민이라고 불린다. 이는 흰색, 또는 가끔 은색 바탕에 검은색 어민 반점(동물의 꼬리 끝 검은 부분을 나타냄)이 뿌려진 형태로 구성된다. 어민은 전통적으로 귀족의 망토와 모자에 안감을 대는 데 사용되었다. 문장학적 어민 반점의 형태는 시간이 지남에 따라 상당히 다양했으며, 오늘날에는 보통 세 개의 작은 점이 위에 있는 화살촉 형태로 그려지지만, 예술가의 재량에 따라 더 오래된 형태가 사용될 수도 있다. 바탕이 세이블(검은색)이고 어민 반점이 아르장(은색)일 때는 동일한 패턴을 어민즈(ermines)라고 부른다. 바탕이 아르장 대신 오르(금색)일 때는 털을 어미노이스(erminois)라고 부르며, 바탕이 세이블이고 어민 반점이 오르일 때는 피앤(pean)이라고 부른다.
베르는 청서의 겨울 털가죽을 나타내는데, 위는 파란색-회색이고 아래는 흰색이다. 망토의 안감을 만들기 위해 털가죽을 서로 꿰매어 물결 모양의 종 모양 패턴을 형성하며, 밝고 어두운 줄이 서로 맞물린다. 문장 모피는 서로 맞물린 아르장(은색)과 아쥐르(파란색) 줄로 묘사되지만, 털가죽의 모양(보통 "베르 벨"이라고 불림)은 보통 예술가의 재량에 맡겨진다. 현대 형태에서는 종들이 직선과 날카로운 각도로 묘사되며, 점으로만 만난다. 더 오래된 물결 모양 패턴(현재는 베르 옹데 또는 베르 앙시앵이라고 불림)에서는 각 팅크처의 종들이 곡선형이며 밑부분에서 연결된다. 각 줄의 아르장 종들이 위쪽에 있어야 할지 아래쪽에 있어야 할지는 정해진 규칙이 없다. 한때 베르는 일반적으로 세 가지 크기로 나왔고, 이 구분은 대륙 문장학에서 때때로 발견된다. 바탕에 네 줄 미만이 있으면 모피를 그로 베르(gros vair) 또는 베프루아(beffroi)라고 부르며, 여섯 줄 이상이면 메뉴-베르(menu-vair) 또는 미니베르(miniver)라고 부른다.
흔한 변형은 카운터-베르(counter-vair)인데, 이 변형에서는 교대로 줄이 반전되어 각 팅크처의 베르 종의 밑부분이 위 또는 아래 줄의 같은 팅크처의 종과 연결된다. 줄이 각 팅크처의 종이 수직 기둥을 형성하도록 배열되면, 이는 베르 인 페일(vair in pale)이라고 불린다. 대륙 문장학에서는 베르 인 벤드(vair in bend)를 만날 수 있는데, 이는 베르 인 페일과 유사하지만 대각선이다. 교대하는 줄이 카운터-베르처럼 반전된 다음 한 종의 너비의 절반만큼 이동되면, 이는 베르 인 포인트(vair in point) 또는 웨이브-베르(wave-vair)라고 불린다. 독일 문장학에 특유한 형태는 얼터네이트 베르(alternate vair)인데, 각 베르 종이 수직으로 반으로 나뉘어 절반은 아르장(은색)이고 절반은 아쥐르(파란색)이다. 이 모든 변형은 포텐트(potent)라고 알려진 형태로도 묘사될 수 있는데, 이 형태에서는 베르 종의 모양이 지팡이와 닮아 포텐트라고 불리는 T자 모양의 형태로 대체된다. 비록 베르의 한 변형에 불과하지만, 종종 별도의 모피로 취급된다.
동일한 패턴이 아르장과 아쥐르 외의 팅크처로 구성될 때, 그것들은 베르가 아니라 해당 팅크처의 베르레(vairé) 또는 베이리(vairy)라고 불린다. 다른 색상의 포텐테(potenté)도 발견될 수 있다. 보통 베르레는 하나의 금속과 하나의 색상으로 구성되지만, 어민 또는 그 변형 중 하나가 사용될 수도 있으며, 네 가지 팅크처(보통 두 가지 금속과 두 가지 색상)의 베르레도 때때로 발견된다.
대륙 문장학에서는 때때로 세 가지 추가적인 모피가 발견되는데, 프랑스와 이탈리아 문장학에서는 필드(field)가 깃털로 덮인 것처럼 보이는 플루메테(plumeté) 또는 플루메티(plumetty), 그리고 비늘로 장식된 파펠론네(papelonné)를 만날 수 있다. 독일 문장학에서는 쿠르쉬(kursch) 또는 베르 벨리(vair bellies)를 만날 수 있는데, 이는 갈색이며 털이 있는 것으로 묘사된다. 이들 모두는 아마도 베르의 변형으로 시작되었을 것이다.
문장 팅크처를 묘사하는 데 있어서 문장 예술가에게 상당한 재량이 주어진다. 어느 색상에도 고정된 명암이나 색조는 없다.
어떤 물체가 문장의 팅크처 중 하나 이상이 아닌 자연에서 보이는 그대로 묘사될 때, 그것은 프로퍼(proper) 또는 자연의 색이라고 불린다. 이는 가장 초기 문장학에서는 행해지지 않았던 것으로 보이지만, 적어도 17세기부터는 예시가 알려져 있다. 이 방식으로 물체를 가끔 묘사하는 것에 대해 반대할 이유는 없지만, 자연색으로 문양을 과도하게 사용하는 것은 종종 나쁜 문장학적 관행의 지표로 인용된다. 18세기 후반과 19세기 초반에 번성했던 풍경 문장학은 비문장학적 색상을 광범위하게 사용했다.
문장학의 가장 중요한 관례 중 하나는 이른바 "팅크처의 규칙"이다. 대비와 가시성을 확보하기 위해 금속은 금속 위에 놓여서는 안 되며, 색상은 색상 위에 놓여서는 안 된다. 이 규칙은 필드의 분할을 가로지르는 문양에는 적용되지 않는데, 필드가 부분적으로 금속이고 부분적으로 색상인 경우이다. 또한 엄밀히 말해 필드가 두 가지 금속 또는 두 가지 색상으로 구성되는 것을 막지는 않지만, 이는 특이한 경우이다. 모피는 양성으로 간주되어 금속도 색상도 아니다. 그러나 실제로는 어민과 어미노이스는 보통 금속으로 취급되고, 어민즈와 피앤은 색상으로 취급된다. 이 규칙은 영국 문장 문양에서 거의 예외 없이 엄격하게 준수된다. 비록 대륙 문장학에서는 일반적으로 지켜지지만, 그렇게 엄격하게 지켜지지는 않는다. 이 규칙을 위반하는 문장은 때때로 "퍼즐 문장"이라고 알려져 있는데, 가장 유명한 예는 은색 바탕에 황금 십자가로 구성된 예루살렘 왕국의 문장이다.

#### 필드의 변형
방패의 필드 또는 드물게 문양이나 투구장식은 때때로 색상 패턴이나 변형으로 구성된다. 예를 들어, 수평 (가로) 줄무늬 패턴은 바리(barry)라고 불리며, 수직 (세로) 줄무늬 패턴은 팔리(paly)라고 불린다. 대각선 줄무늬 패턴은 줄무늬의 방향에 따라 벤디(bendy) 또는 벤디 시니스터(bendy sinister)라고 불릴 수 있다. 다른 변형으로는 셰브로니(chevrony), 지로니(gyronny), 체키(chequy)가 있다. 물결 모양의 줄무늬는 언디(undy)라고 불린다. 추가 변형을 위해 이러한 것들이 때때로 결합되어 바리-벤디(barry-bendy), 팔리-벤디(paly-bendy), 로젠지(lozengy), 푸실리(fusilly) 패턴을 생성한다. 세메(Semés) 또는 반복되는 문양의 패턴도 필드의 변형으로 간주된다. 팅크처의 규칙은 모든 세메와 필드의 변형에 적용된다.

#### 필드의 분할

세로로 반, 소나무 가지 모양으로 가로로 반이 나뉜 방패. 핀란드의 옛 지방자치체 바르파이스얘르비의 문장.

문장학에서 방패의 필드는 두 가지 이상의 팅크처로 나뉠 수 있으며, 다양한 문양도 마찬가지이다. 많은 문장들은 단순히 필드가 두 가지 대조적인 팅크처로 나뉜 것으로 구성된다. 이것들은 방패의 분할로 간주되므로 팅크처의 규칙은 무시될 수 있다. 예를 들어, 아쥐르와 굴레스로 나뉜 방패는 완벽하게 허용된다. 분할선은 직선일 수도 있고 변형될 수도 있다. 분할선의 변형은 물결 모양, 톱니 모양, 성벽 모양, 새겨진 모양, 성운형, 또는 무수히 많은 다른 형태로 만들 수 있다. 선 (문장학)을 참조하라.

#### 상징
문양은 문장 방패나 문장 구성의 다른 대상에 배치되는 모든 사물이나 형상을 말한다. 자연이나 기술에서 발견되는 모든 사물은 문장 문양에 문장 문양으로 나타날 수 있다. 문양은 동물, 사물, 또는 기하학적 형태일 수 있다. 상징 외에 가장 흔한 문양은 십자 – 수백 가지 변형이 있는 – 와 사자 및 독수리이다. 다른 흔한 동물로는 곰, 사슴, 멧돼지, 말렛, 늑대, 물고기가 있다. 드래곤, 박쥐, 유니콘, 그리핀 및 기타 괴물들도 문양 및 방패잡이로 나타난다.
동물은 다양한 정형화된 자세나 자세로 발견된다. 사족보행 동물은 종종 램펀트(왼쪽 뒷발로 서 있는) 자세를 취하는 경우가 많다. 또 다른 흔한 자세는 패선트 또는 걷는 자세이며, 잉글랜드의 왕실 문장의 사자처럼 묘사된다. 독수리는 거의 항상 날개를 펼치거나 디스플레이드(displayed) 자세로 묘사된다. 결합된 한 쌍의 날개는 볼이라고 불린다.
영어 문장학에서는 초승달, 멀릿, 말렛, 고리, 플뢰르 드 리스, 장미가 가족의 분가를 본가와 구별하기 위해 방패에 추가될 수 있다. 이러한 혈통 표시는 보통 일반 문양보다 작게 표시되지만, 그렇다고 해서 그러한 문양을 포함한 방패가 분가에 속한다는 의미는 아니다. 이러한 문양은 모두 기본적인 구별 없는 문장에서 자주 나타난다.

#### 배치

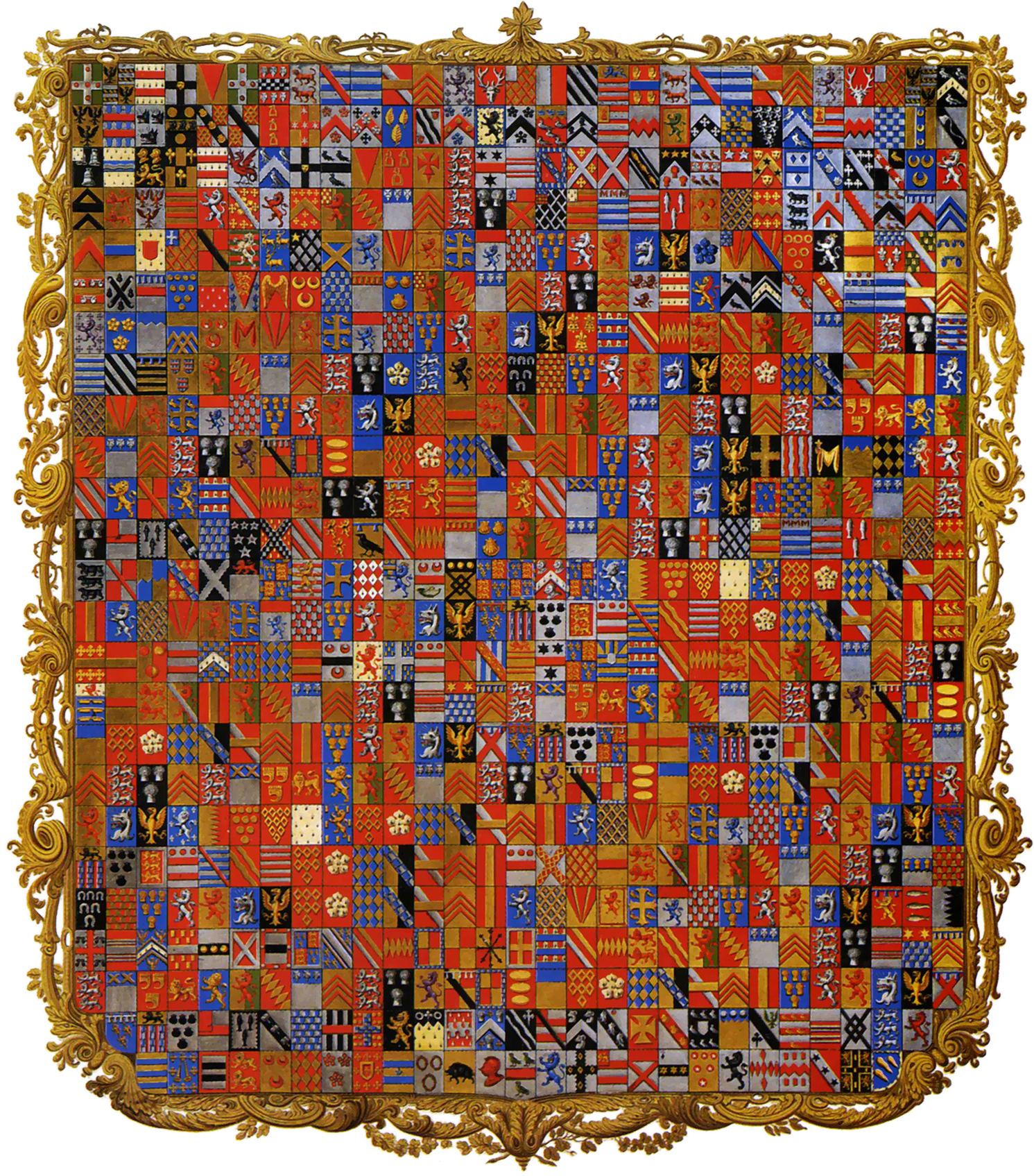
과장된 배치 예시: 그렌빌 문장집의 719개 쿼터링 (분할)이 스토우 하우스에 있다.

둘 이상의 문장 문양을 결합하여 상속, 재산 주장 또는 직위 점유를 표현하는 것을 배치(marshalling)라고 한다. 이는 여러 가지 방법으로 할 수 있는데, 가장 간단한 것은 임팔먼트이다. 필드를 수직으로 나누고 각 절반에 하나의 전체 문양을 넣는 것이다. 임팔먼트는 이전의 디미디에이션 – 한 문양의 덱스터 절반과 다른 문양의 시니스터 절반을 결합하는 것 – 을 대체했는데, 디미디에이션은 예를 들어 벤드와 셰브론 사이의 모호성을 야기할 수 있기 때문이다. "덱스터"(라틴어 dextra, "오른쪽"에서 유래)는 문장 착용자의 시점에서 오른쪽을 의미하며, "시니스터"(라틴어 sinistra, "왼쪽"에서 유래)는 착용자의 왼쪽을 의미한다. 덱스터 측은 명예가 가장 높은 측으로 간주된다(덱스터와 시니스터 참조).
더 다양한 방법은 쿼터링으로, 수직선과 수평선으로 필드를 분할하는 것이다. 이 방법은 13세기 이후 스페인(카스티야 이 레온 문장)에서 시작되었다. 이름에서 알 수 있듯이, 일반적인 분할 수는 4개이지만, 이 원리는 매우 많은 수의 "쿼터"로 확장되었다.
쿼터는 덱스터 치프(방패 뒤에 서 있는 사람의 오른쪽 어깨에 가장 가까운 모서리)부터 시작하여 위쪽 줄을 가로질러, 그리고 다음 줄을 가로질러 순서대로 번호가 매겨진다. 세 개의 문장이 쿼터링되면 첫 번째 문장이 네 번째로 반복되고, 두 개의 문장만 쿼터링되면 두 번째 문장도 세 번째로 반복된다. 개인 문장의 쿼터는 착용자가 문장을 상속받은 조상에 해당하며, 일반적으로 계보가 아버지의 아버지의... 아버지(필요한 만큼의 세대)가 맨 왼쪽에, 어머니의 어머니의... 어머니가 맨 오른쪽에 배치된 것과 같은 순서이다. 몇몇 가문은 수백 개의 쿼터를 축적했지만, 그러한 수는 보통 문서 맥락에서만 표시된다. 스코틀랜드와 스페인 전통에서는 4개 이상의 쿼터를 허용하지 않고, 필요에 따라 하나 이상의 "대쿼터"를 하위 쿼터로 세분화하는 것을 선호한다.
세 번째 일반적인 배치 방식은 이네스쿠천을 사용하는 것인데, 이는 주 방패 앞에 작은 방패를 배치하는 것이다. 영국에서는 이것이 주로 "주장하는 방패"(escutcheon of pretence)로, 기혼 부부의 문장에서 아내가 문장 상속녀(즉, 형제가 없어 문장을 상속받음)임을 나타낸다. 유럽 대륙에서는 이네스쿠천(때때로 "심장 방패"라고 불림)이 보통 주 방패의 쿼터들로 표현되는 군주나 귀족의 영토를 나타내는 조상 문장을 지닌다.
독일 문장학에서 결합된 문장 속의 살아있는 문양들은 보통 구성의 중심으로 얼굴을 향하게 된다.

디미디에이션
디미디에이션 (최악의 경우)
임팔먼트
임팔먼트 (최악의 경우)
주장하는 방패
쿼터링

### 투구와 투구장식

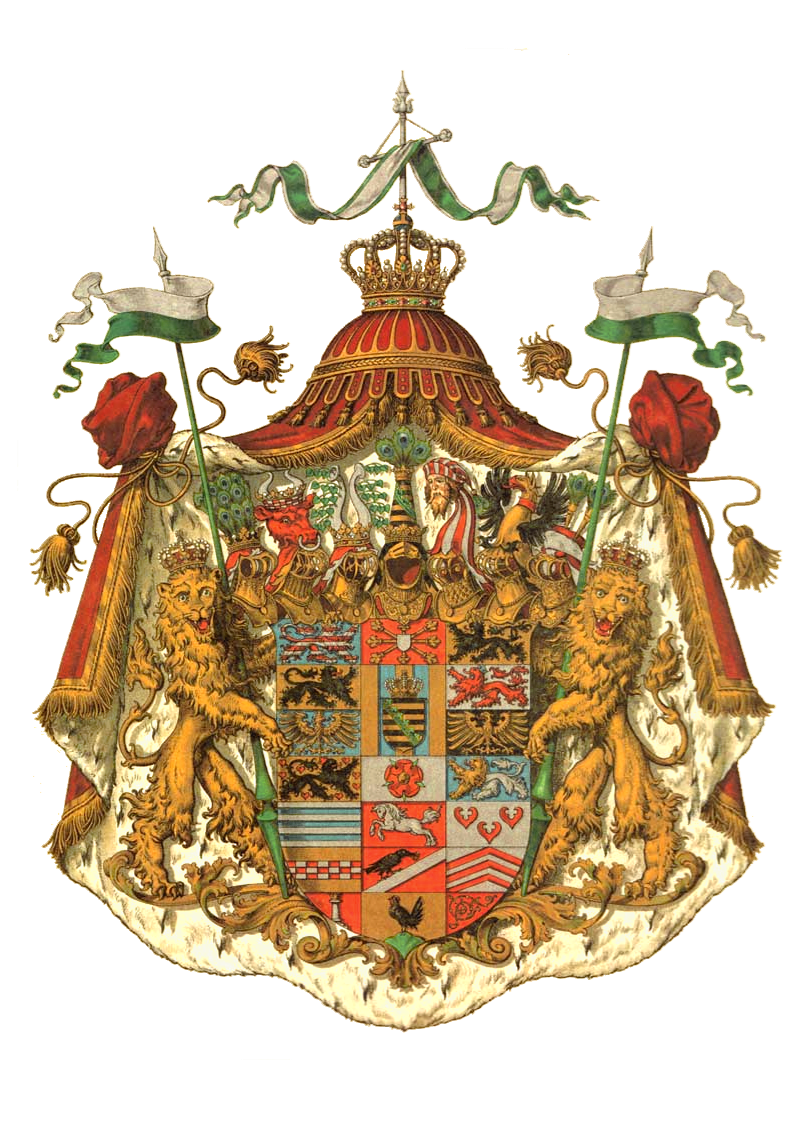
독일 문장학에는 투구장식이 여러 개 있는 방패의 예시가 있다. 이 작센알텐부르크 공국의 문장은 총 7개의 투구장식을 특징으로 한다. 일부 탈러 주화에는 최대 15개까지 표시되어 있다.

영어에서 "crest"라는 단어는 일반적으로(하지만 잘못) 문장 문양의 전체 문장 (상징)을 지칭하는 데 사용된다. 문장학 용어인 투구장식의 기술적인 사용은 완전한 문장 (상징)의 한 구성 요소만을 가리킨다. 투구장식은 투구 위에 놓이며, 투구 자체는 문장 (상징)의 가장 중요한 부분인 방패 위에 놓인다.
현대의 투구장식은 기마 기사들의 투구 꼭대기에 놓인 3차원 형상에서 발전하여 추가적인 식별 수단이 되었다. 대부분의 문장학 전통에서 여성은 투구장식을 표시하지 않지만, 일부 문장학 관할 구역에서는 이러한 전통이 완화되고 있다. 에든버러 세인트 자일스 시슬 예배당의 레이디 마리온 프레이저의 의석판에는 마름모꼴 방패에 그녀의 문장이 그려져 있지만, 투구, 투구장식, 좌우명도 함께 표시되어 있다.
투구장식은 보통 꼬인 천으로 만든 화환 위에 놓이며, 때로는 소관 안에 놓인다. 투구장식-소관은 일반적으로 계급 소관보다 단순하지만, 몇 가지 특수한 형태가 존재한다. 예를 들어, 캐나다에서는 왕당파 유나이티드 제국 충성파의 후손들은 왕당파 군사 소관(왕당파 연대 구성원의 후손용) 또는 왕당파 시민 소관(기타 후손용)을 사용할 자격이 있다.
투구와 투구장식이 표시될 때, 보통 맨틀링이 함께 나타난다. 맨틀링은 원래 투구 뒤에 착용하여 햇볕에 의한 열로부터 부분적인 보호를 제공하는 천이었다. 오늘날에는 투구에서 드리워진 양식화된 망토 형태를 취한다. 일반적으로 영국 문장학에서는 맨틀링의 바깥쪽 표면은 방패의 주 색상을 띠고 안쪽 표면은 주 금속을 띠지만, 영국 귀족은 계급이나 문장 색상에 관계없이 표준 색상(Gules doubled Argent - 빨간색/흰색)을 사용한다. 맨틀링은 때때로 전투에서 손상된 것처럼 찢어진 가장자리로 관례적으로 묘사되기도 하지만, 대부분의 가장자리는 단순히 문장화하는 사람의 재량에 따라 장식된다.
성직자들은 종종 자신들의 문장에 투구나 투구장식을 표시하는 것을 자제한다. 성직자들은 적절한 머리 장식을 표시할 수 있다. 이는 종종 작은 관이 있는 넓은 챙 모자인 갈레로 형태로 나타나며, 색상과 술은 계급을 나타낸다. 또는 교황 베네딕토 16세가 2005년 즉위하기 전까지는 교황 문장의 경우, 정교한 삼중관인 티아라 형태를 취했다. 베네딕토는 자신의 문장에서 전통을 깨고 주교관으로 대체했다. 정교회 및 장로교 성직자들은 때때로 다른 형태의 머리 장식을 사용하여 자신들의 방패를 장식하기도 한다. 성공회 전통에서는 성직자들이 투구장식을 자손에게 물려줄 수 있지만, 자신들의 방패에 거의 표시하지 않는다.

### 좌우명
문장의 좌우명은 문장을 지닌 개인이나 법인의 동기나 의도를 설명하기 위한 구절 또는 단어 모음이다. 이는 토머스 네빌의 좌우명 Ne vile velis처럼 가문의 이름에 대한 말장난이 될 수 있다. 좌우명은 일반적으로 자유롭게 변경할 수 있으며 문장 구성의 필수적인 부분을 이루지 않는다. 좌우명은 보통 방패 아래 두루마리에 표시된다. 스코틀랜드 문장학에서는 좌우명이 블레이즌의 일부로 부여되기 때문에 보통 투구장식 위에 두루마리에 표시되며, 자유롭게 변경할 수 없다. 좌우명은 어떤 언어로든 될 수 있다.

### 방패잡이 및 기타 휘장

발도메로 에스파르테로, 베르가라 공작의 문장에 깃발과 훈장이 방패잡이로 사용되었다.

방패잡이는 인간 또는 동물 형상 또는 매우 드물게 무생물이며, 보통 문장 옆에 배치되어 문장을 지지하는 것처럼 보인다. 많은 전통에서 이들은 특정 사회 계층의 사용에 대한 엄격한 지침을 획득했다. 유럽 대륙에서는 방패잡이 사용에 대한 제한이 더 적다. 영국에서는 영국 귀족, 일부 준남작, 기사단 고위 회원, 그리고 일부 법인만이 방패잡이를 부여받는다. 종종 이들은 지역적 의미나 문장 소지자와의 역사적 연관성을 가질 수 있다.
문장 소지자가 남작, 세습 기사 (군사) 또는 그 이상의 작위를 가지고 있다면, 방패 위에 계급 소관을 표시할 수 있다. 영국에서는 이것이 방패와 투구 사이에 표시되지만, 유럽 대륙 문장학에서는 종종 투구장식 위에 있다.
문장에 추가될 수 있는 또 다른 요소는 준남작 또는 기사단 훈장의 휘장이다. 이는 보통 방패를 둘러싸는 목걸이 또는 유사한 띠로 표현된다. 기사와 그의 아내의 문장이 하나의 문장 (상징)에 표시될 때, 기사도 휘장은 남편의 문장만을 둘러싸고, 아내의 문장은 시각적 균형을 위해 관례적으로 잎사귀 장식 화환으로 둘러싸인다.

### 구별과 분가
문장은 부모에서 자녀로 계승되며, 한 부부에게 여러 자녀가 있는 경우가 많으므로, 형제자매와 확대 가족 구성원의 문장을 장자 계승을 통해 전해지는 원본 문장과 구별할 필요가 있다. 시간이 지남에 따라 여러 가지 방식이 사용되었다.

### 문장 서술
문장을 "서술(blazon)"한다는 것은 문장학의 공식 언어를 사용하여 문장을 설명하는 것을 의미한다. 이 언어는 자체적인 어휘와 통사론, 즉 어순 규칙을 가지고 있으며, 이는 복잡한 문장을 서술할 때 이해에 필수적이다. 이 동사는 중세 영어 blasoun에서 유래했으며, 이는 다시 프랑스어 blason(방패를 의미)에서 파생되었다. 오늘날 영어권 국가에서 사용되는 문장 서술 체계는 중세의 문장관들에 의해 개발되었다. 서술에는 방패 또는 방패 안에 포함된 문장, 투구장식, 존재하는 경우 방패잡이, 좌우명 및 기타 휘장에 대한 설명이 포함된다. 팅크처의 규칙과 같은 복잡한 규칙은 새로 생성된 문장의 물리적 및 예술적 형태에 적용되며, 이러한 규칙에 대한 철저한 이해는 문장학 예술에 필수적이다. 비록 문장 형태가 처음에는 유럽 전역에서 대체로 유사했지만, 중세 말기에는 여러 국가 스타일이 발전했으며, 오늘날 예술적 및 서술 스타일은 매우 단순한 것부터 매우 복잡한 것까지 다양하다.

## 국가별 문장 양식
문장학은 서유럽 전역에서 여러 국가에서 거의 동시에 나타났다. 원래 문장학 스타일은 국가마다 매우 유사했다. 시간이 흐르면서 문장학 전통은 크게 네 가지 스타일로 나뉘었다. 독일-북유럽, 갈로-영국, 라틴, 그리고 동유럽 스타일이다. 또한, 남아프리카 문장학 및 캐나다 문장학과 같은 새로운 국가 문장학 전통이 20세기에 등장했다고 주장할 수 있다.

### 게르만 문장학

#### 독일-북유럽 문장학

남사보니아의 도시 미켈리의 문장은 겨울 전쟁, 계속 전쟁, 라플란드 전쟁 동안 도시에 주둔했던 핀란드군 사령부를 기리기 위해 그려졌다. 이 문장은 원래 만네르헤임 십자장 없이 사용되었으며, 도시의 세 번째 문장이다.

독일, 노르딕 국가, 에스토니아, 라트비아, 체코 및 북부 스위스의 문장들은 일반적으로 시간이 지나도 거의 변하지 않는다. 이 전통에서는 구별의 표시가 매우 드물며, 문장 모피도 마찬가지이다. 독일-북유럽 문장학의 가장 눈에 띄는 특징 중 하나는 투구장식의 처리 방식이다. 종종 방패와 투구장식에서 동일한 디자인이 반복된다. 여러 투구장식의 사용도 흔하다. 투구장식은 영국 문장학처럼 별도로 사용되는 경우가 드물지만, 때때로 가족의 다른 분가들을 구별하는 표시로 사용될 수 있다. 토스는 선택 사항이다. 문장 예의가 준수된다. 즉, 합성 방패(또는 함께 표시된 두 개의 방패)의 문양은 일반적으로 중앙을 향하도록 그려진다.
분할된 필드로만 구성된 문장은 독일에서 다른 지역보다 다소 더 흔하다.

#### 네덜란드 문장학
저지대 국가는 중세 시대에 문장학의 큰 중심지였다. 유명한 문장집 중 하나는 1370년에서 1414년 사이에 쓰여진 헬레르 문장집 또는 바펀북(Wapenboek)이다. 네덜란드의 문장들은 영국에 있는 두 가지 공식 문장 시스템처럼 공식적인 문장 시스템의 통제를 받지 않았으며, 귀족 가문들만이 독점적으로 사용하지도 않았다. 누구나 원한다면 다른 사람의 문장을 침해하지 않는 한 문장을 개발하고 사용할 수 있었으며, 역사적으로 이러한 권리는 로마 네덜란드 법에 명시되어 있었다. 그 결과, 많은 상인 가문들이 귀족이 아니었음에도 불구하고 문장을 가지고 있었다. 이들은 때때로 시민 문장이라고 불리며, 이러한 유형의 문장 대부분은 네덜란드가 공화국이었을 때(1581~1806년) 채택된 것으로 생각된다. 이러한 문장 전통은 이전의 네덜란드 식민지에도 수출되었다. 네덜란드 문장학은 단순하고 다소 절제된 스타일이 특징이며, 이러한 점에서 다른 문장 전통에서 발전한 정교한 스타일보다 중세 기원에 더 가깝다.

#### 갈로-영국 문장학
같은 가문 내에서 문장을 구별하기 위한 분가 표시와 세미 필드의 사용은 갈로-영국 문장학의 특징이다(스코틀랜드에서는 가장 중요한 분가 표시가 보르뒤르이며, 작은 브리쥐르들은 매우 미미한 역할을 한다). 스코틀랜드에서는 분가 표시가 필수적이며, 동시에 두 사람이 동일한 문장을 소유할 수 없다. 문장 모피가 흔히 사용된다. 영국에서는 이 스타일이 여전히 왕실 문장관들에 의해 통제되고 있다. 프랑스 문장학은 나폴레옹 1세 하에 엄격한 구성 규칙 시기를 경험했다. 영국과 스코틀랜드 문장학은 다른 유럽 국가들보다 방패잡이를 더 많이 사용한다.

### 라틴 문장학
라틴 국가, 즉 남프랑스, 안도라, 스페인, 이탈리아의 문장학은 (갈로-영국 양식을 사용하는 북부 프랑스, 투구장식을 사용하는 포르투갈, 동유럽 양식을 사용하는 루마니아를 제외하고) 투구장식의 부족과 독특한 형태의 방패가 특징이다. 포르투갈과 스페인 문장학은 함께 더 큰 이베리아 문장학 전통을 형성하며, 때때로 문장 방패에 단어를 도입하는데, 이는 영국 문장학에서는 보통 피하는 관행이다. 라틴 문장학은 남계와 여계 혈통을 통한 문장 상속 때문에 광범위한 쿼터링(quartering) 사용으로 유명하다. 더욱이, 이탈리아 문장학은 로마 가톨릭 교회가 지배적이며, 많은 방패와 문장이 교회와 관련된 어떤 참조를 특징으로 한다.
나무는 라틴 문장에 자주 등장하는 문양이다. 단어가 새겨진 보르두르를 포함한 문양화된 보르두르는 스페인에서 자주 볼 수 있다.

### 동유럽 문장학

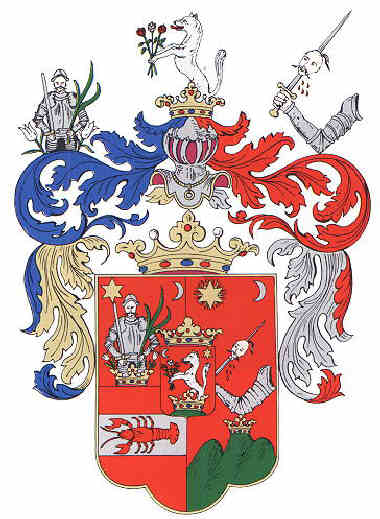
슬로바키아 투리에츠 카운티의 문장.

동유럽 문장학은 동유럽과 발칸반도에서 발전한 전통을 따르는데, 여기에는 모든 슬라브 국가들(체코 제외), 알바니아, 헝가리, 리투아니아, 루마니아가 포함되며, 그리스, 키프로스, 튀르키예는 제외된다. 동유럽 문장은 뚜렷한 영토적 씨족 시스템이 특징이다. 종종 가족 관계와 무관하게 전체 마을이나 군사 집단에 동일한 문장이 부여되었다. 폴란드에서는 약 600개의 무관한 가문이 동일한 야스트젭치 문장을 지니고 있는 것으로 알려져 있다. 분가 표시는 거의 알려져 있지 않으며, 방패는 일반적으로 매우 단순하며 하나의 문양만 있다. 많은 문장 방패는 고대 가문 문양에서 유래한다. 모든 헝가리 개인 문장의 적어도 15%는 오스만 제국과의 전쟁을 언급하는 잘린 튀르크 머리를 지니고 있다.

## 유사 문장 문양
오늘날 일반적으로 이해되는 진정한 문장학은 중세 유럽에 뿌리를 두고 있다. 그러나 가족이나 개인을 나타내기 위해 상징과 문양을 사용했던 다른 역사적 문화들이 있었으며, 어떤 경우에는 이러한 상징들이 서양 문장학에 채택되기도 했다. 예를 들어, 오스만 제국의 국장은 왕실의 투그라를 투구장식의 일부로, 그리고 방패와 컴파트먼트와 같은 전통적인 서양 문장학 요소들과 함께 통합했다.

### 그리스 상징
고대 그리스인들은 전사, 씨족 또는 국가를 식별하기 위해 일관되게 상징을 사용한 최초의 문명 중 하나였다. 방패 문장의 첫 번째 기록은 아이스킬로스의 비극 테바이를 공격하는 일곱 장군에 묘사되어 있다.

### 가몬
가몬 (紋), 또한 몬쇼 (紋章), 몬도코로 (紋所), 그리고 카몬 (家紋)은 일본에서 개인이나 가문을 장식하고 식별하는 데 사용되는 문양이다. 가몬은 그러한 모든 장치를 아우르는 용어일 수 있지만, 카몬과 몬도코로는 특히 가문을 식별하는 데 사용되는 문양을 가리킨다. 권위 있는 가몬 참고 자료는 구조적 유사성을 기반으로 한 일본의 241가지 일반 가몬 범주(하나의 가몬이 여러 범주에 속할 수 있음)와 5116가지 개별 가몬을 집계한다(그러나 이 편집물에 없는 유실되거나 잘 알려지지 않은 가몬이 존재한다는 것은 잘 알려져 있다).
이러한 장치들은 유럽 문장학 전통의 문장형 배지와 문장 (상징)과 유사하며, 이들도 개인과 가문을 식별하는 데 사용된다. 가몬은 서양 문헌에서 종종 투구장식으로 언급되는데, 이는 가몬과 기능적으로 유사한 또 다른 유럽 문장학 장치이다.
일본 투구(가부토)도 다테모노라고 불리는 투구장식과 유사한 요소를 통합하여, 착용자가 갑옷으로 가려져 있을 때 식별하는 데 도움이 되었다. 이러한 장치에는 가몬이 포함되기도 했으며, 다테 마사무네와 같은 일부 인물들은 투구 디자인으로 유명했다.

### 사회주의 문양

소련의 국장 (1956~1991년 버전)

공산국가들은 종종 공산주의 상징으로 특징지어지는 독특한 스타일을 따랐다. 비록 흔히 국장이라고 불리지만, 대부분의 그러한 문양은 실제로는 전통적인 문장학적 의미의 국장이 아니므로, 엄밀히 말하면 전혀 문장이라고 불려서는 안 된다. 많은 공산주의 정부들은 자신들이 대체한 군주제와 거리를 두기 위해 전통적인 유럽 문장학 형태에서 의도적으로 벗어났는데, 실제 국장은 군주의 상징으로 간주되었기 때문이다.
소련은 1922년 건국 이래 이 유형의 문양을 처음 사용한 국가였다. 이 스타일은 제2차 세계 대전 이후 많은 다른 공산주의 국가들이 수립되면서 더욱 널리 퍼졌다. 몇몇 비사회주의 국가들조차도 다양한 이유로 이 스타일을 채택했는데, 보통은 공산주의자들이 독립을 돕는 데 기여했기 때문이지만, 이탈리아의 국장처럼 공산주의 국가와의 명백한 연관성이 없는 경우도 있었다. 소련의 붕괴와 1989년에서 1991년 사이 동유럽의 다른 공산주의 국가들의 몰락 이후, 이러한 문장 스타일은 종종 포기되고 이전에는 버려졌던 전통적인 문장 관행으로 회귀했으며, 많은 신생 정부들이 전통 문장을 다시 채택했다.

### 탐가
탐가(tamga) 또는 탐가(tamgha) "도장, 인장"(몽골어: тамга, 튀르크어: tamga)은 유라시아 유목민과 그들에게 영향을 받은 문화권에서 사용된 추상적인 도장 또는 인장이다. 탐가는 보통 특정 부족, 씨족 또는 가족의 문양이었다. 이들은 고대부터 중세에 걸쳐 유라시아 유목민들(예: 알란인, 몽골인, 사르마티아인, 스키타이족, 튀르크족 등) 사이에서 흔했다. 유사한 "탐가형" 상징들은 때때로 동유럽과 중앙아시아의 폰투스-카스피 스텝에 인접한 정착민들(예: 동슬라브족)에 의해 채택되기도 했으며, 이들의 고대 왕실 상징은 때때로 "탐가"라고 불리며 유사한 외형을 가진다.
유럽의 문장과 달리 탐가는 항상 세습되는 것이 아니었으며, 가족이나 씨족(예: 영토, 가축 또는 종교적 물품을 나타낼 때)뿐만 아니라 특정 개인(예: 무기 또는 왕실 도장에 사용될 때)을 나타낼 수도 있었다. 또한 주인의 탐가를 채택하여 주인의 후원을 나타낼 수도 있었다. 소유권을 나타내는 것 외에도 탐가는 종교적인 의미도 지녔으며, 저주로부터 자신을 보호하기 위한 탤리즈먼으로 사용되기도 했다(탐가는 가족의 상징으로서 조상의 힘을 구현한다고 믿어졌다). 탐가는 기하학적 도형, 동물 이미지, 물품 또는 자체를 묘사했다. 칼이나 낙인과 같이 무겁고 다루기 힘든 도구로 다양한 표면에 새겨지는 경우가 많았기 때문에(즉, 모양이 다소 다를 수 있었기 때문에) 탐가는 항상 단순하고 양식화되었으며, 간결하고 쉽게 인식할 수 있어야 했다.

### 투그라
오스만 제국의 모든 술탄은 자신만의 모노그램인 투그라를 가지고 있었는데, 이는 왕실의 상징으로 사용되었다. 유럽 문장학적 의미의 국장은 19세기 후반에 만들어졌다. 햄튼 코트는 오스만 제국에 그들의 소장품에 포함될 국장을 요청했다. 이전에는 오스만 제국에서 국장이 사용되지 않았기 때문에, 이 요청에 따라 디자인되었고 최종 디자인은 1882년 4월 17일 술탄 압둘 하미드 2세에 의해 채택되었다. 여기에는 두 개의 깃발이 포함되었다. 하나는 빨간색 바탕에 초승달과 별이 있는 오스만 왕조의 깃발이었고, 다른 하나는 초록색 바탕에 세 개의 초승달이 있는 이슬람 칼리프의 깃발이었다.

### 고대 이란
팔라비 문자의 "무기"라는 단어는 𐭥𐭢𐭱𐭠𐭥로, 니샨(페르시아어: نشان)으로 읽힌다. 이슬람 자료에는 고대 이란에 니샨이 존재했다는 몇몇 언급이 있다. 무기, 가몬, 니샨이라는 단어들이 모두 비슷한 필요를 충족시키기 때문에 같은 의미적 맥락에서 진동한다고 제안된다. 즉, 문장학적 식별이다. 마수디는 파르티아 제국과 사산 제국이 니샨(아랍어: شعار)을 사용했다고 썼다. 마수디가 사산 제국에 대해 이야기할 때, 그는 그들의 무기를 "페르시아인의 깃발과 그들의 문양"(رایات الفرس و أعلامهم)이라고 묘사한다. 이란 민족 서사의 "파흘라반"(پهلوانان) 세계에서는 유럽 기사의 세계와 마찬가지로, 이란의 7대 명문가 중 한 가문의 파흘라반의 지휘 아래 있는 각 군대는 깃발에 그 군주의 니샨을 가지고 식별되었다. 보통, 파흘라반들이 이란 왕의 궁정에 소개될 때, 그들은 영주들의 니샨이 있는 깃발로 각 부대를 구별했다.

## 현대 문장학
오늘날 기관, 기업 및 개인은 계속해서 문장을 자신들의 그림 식별표로 사용하고 있다. 영국과 아일랜드에서는 영국 문장원장, 스코틀랜드의 라이언 왕 문장관, 아일랜드 문장관실이 계속해서 문장을 승인하고 있다. 캐나다 (캐나다 문장국), 남아프리카, 스페인, 스웨덴에는 문장을 승인하거나 등록하는 문장 기관이 있다. 남아프리카 문장학에서는 문장 문양에 대한 권리가 17세기 네덜란드의 식민지였던 기원 때문에 로마 네덜란드 법에 의해 결정되기도 한다.
아프리카, 아시아, 오스트랄라시아, 아메리카 및 유럽에는 문장학 협회가 많이 있다. 문장학 애호가들은 창조적 시대착오주의 협회, 중세 복원, 마이크로네이션 및 기타 관련 프로젝트에 참여한다. 현대 문장 소지자들은 조상 및 개인 유산뿐만 아니라 직업적, 학문적, 시민적, 국가적 자부심을 표현하기 위해 문장학을 사용한다. 현대 문장학에서는 계급 식별이 거의 남아있지 않으며, 정체성 표현에 더욱 중점을 둔다.
문장학은 학술, 정부, 길드 및 전문가 협회, 종교 기관, 그리고 군대에서 풍부한 전통을 계속 이어가고 있다. 국가와 그 하위 단위들(주, 주, 카운티, 도시 등)은 계속해서 시민 문장학의 전통을 발전시키고 있다. 로마 가톨릭 교회, 성공회 교회 및 기타 종교 기관들은 성직자, 수도회 및 학교를 위한 교회 문장학의 전통을 유지하고 있다.
이러한 기관 중 상당수는 현대 물체를 나타내는 문장을 사용하기 시작했다. 예를 들어, 미국 육군 문장학기관에서 발행하는 일부 문장 상징에는 총, 비행기 또는 기관차와 같은 상징이 포함된다. 일부 과학 기관은 원자 또는 특정 과학 기기와 같은 현대 과학의 상징을 통합한다. 영국 원자력청의 문장은 원자력 활용을 나타내기 위해 전통적인 문장 상징을 사용한다. 특정 산업과 밀접하게 관련된 지역은 관련 상징을 통합할 수 있다. 스웨덴 스테눙순드시의 문장에는 탄화수소 분자가 포함되어 있는데, 이는 해당 지역의 석유화학 산업의 역사적 중요성을 암시한다.
문장 기관이 있는 국가의 문장학은 일반적으로 문장 권리를 부여하고 문장 소유를 인정하며 오용을 방지하는 문장법에 따라 규제된다. 문장 기관이 없는 국가에서는 보통 문장을 로고와 유사한 창작물로 취급하여 저작권법에 따라 보호한다. 이는 나이지리아 문장학의 경우와 같으며, 이 경우 문장 시스템의 대부분 구성 요소는 달리 규제되지 않는다.

탄화수소 분자가 있는 2022년 문장
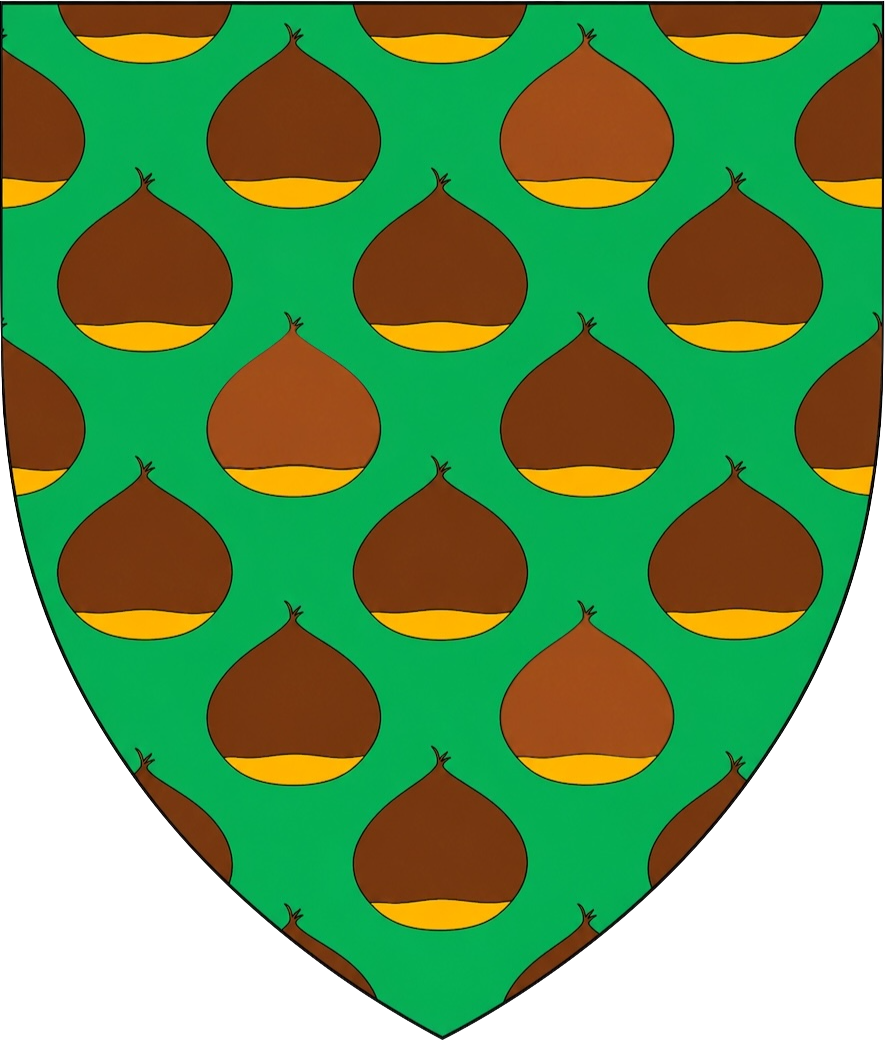
밤나무를 나타내는 2022년 카스타녜토 문장
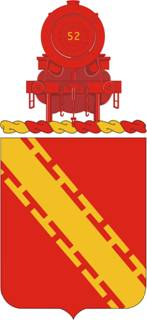
미국 제52대 공수포병연대 문장, 투구장식에 기관차

## 같이 보기
- 문장
- 가몬